# Saint-Cirgues-de-Prades
Saint-Cirgues-de-Prades är en kommun i departementet Ardèche i regionen Auvergne-Rhône-Alpes i sydöstra Frankrike. Kommunen ligger  i kantonen Thueyts som ligger i arrondissementet Largentière. År 2022 hade Saint-Cirgues-de-Prades 140 invånare.

## Befolkningsutveckling
Antalet invånare i kommunen Saint-Cirgues-de-Prades
Referens: INSEE